# Praça Jornal do Comércio

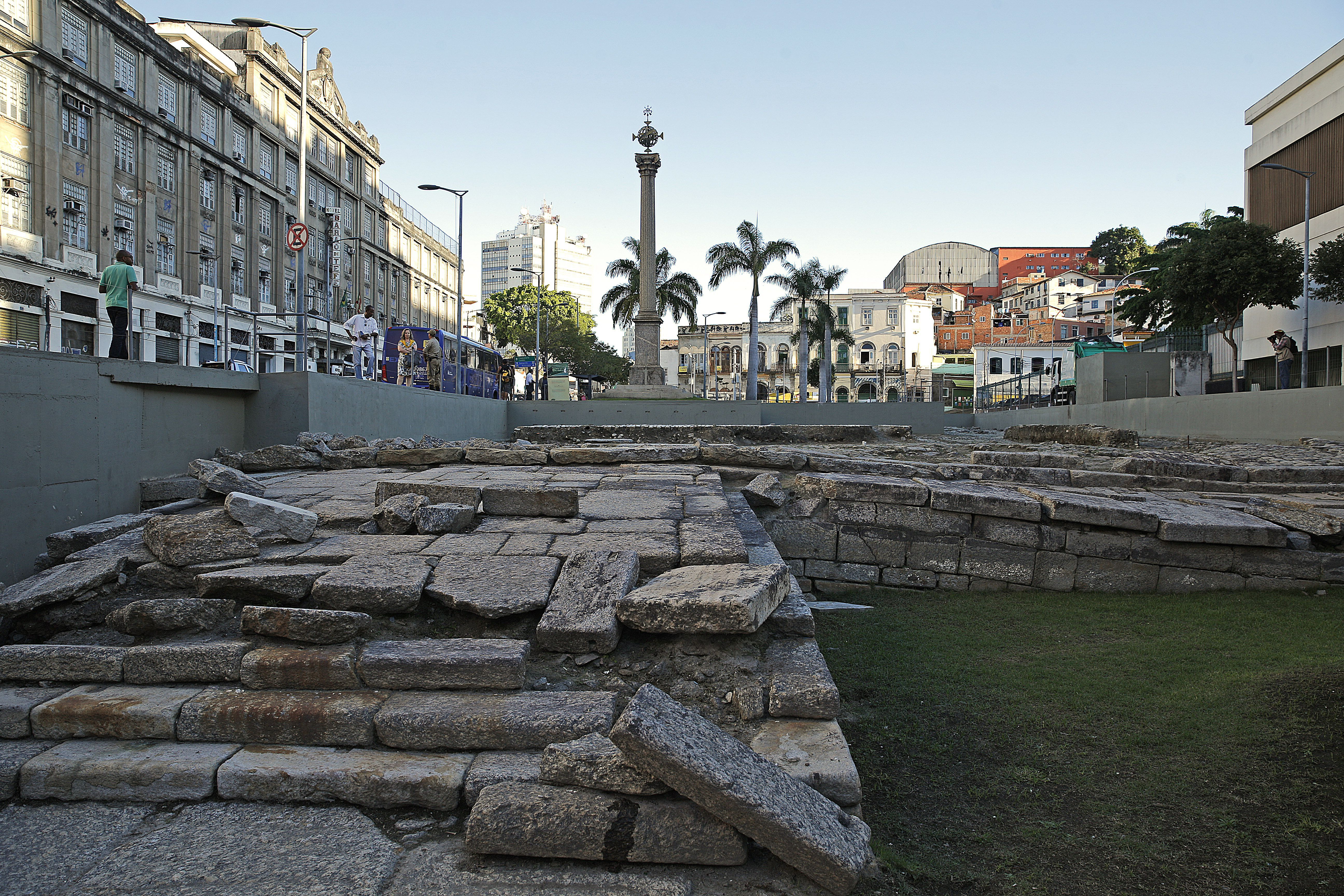
Cais do Valongo, situado no interior da praça, em 2017.

A Praça Jornal do Comércio é uma praça situada no bairro da Saúde, na Zona Central da cidade do Rio de Janeiro. Localiza-se no cruzamento da Rua Sacadura Cabral com a Avenida Barão de Tefé. Integra o Circuito Histórico e Arqueológico de Celebração da Herança Africana, criado com o objetivo de preservar a memória africana na cidade do Rio de Janeiro.
Na praça, está situado o Cais do Valongo, que foi o principal local de desembarque e comércio de escravos africanos entre 1811 e 1831 na América. O cais, redescoberto em 2011 durante as obras do Porto Maravilha, foi declarado Patrimônio Histórico da Humanidade pela UNESCO por ter sido um dos mais importantes testemunhos da diáspora africana localizado fora da África.
O logradouro foi denominado Praça Jornal do Comércio em homenagem ao Jornal do Commercio, que foi um jornal que circulou de 1827 a 2016 na cidade do Rio de Janeiro. Devido à crise econômica de 2014 no país, o jornal teve suas atividades encerradas em 2016 pelo Grupo Diários Associados, tendo sua última edição publicada no dia 29 de abril de 2016.

## Pontos de interesse
Os seguintes pontos de interesse situam-se nas redondezas da Praça Jornal do Comércio:
- Hospital Federal dos Servidores do Estado (HFSE)
- Vista Guanabara
- Sede da L'Oréal Brasil
- Hospital Maternidade Pro Matre
- Centro Cultural Ação da Cidadania
- Morro da Conceição
- Jardim Suspenso do Valongo
- Morro do Livramento